# Swalve
De Swalve of Zwalve is een verdwenen rivier in het landschap de Marne in de Nederlandse provincie Groningen. Het was van oorsprong een geul die het Reitdiep verbond met de Hunzeboezem en daarmee met de Waddenzee. De rivier zal hebben gelopen van het Reitdiep via het erf van de Zuurdijkster boerderij Pollux en verder naar het noorden langs de oostzijde van Verhildersum, waar deze door de kwelderwal stroomde de zee in. De bocht in het Reitdiep ten zuiden van de Swalve werd de Swalvebocht genoemd. De Tuinsterwierde bij Leens en het gehucht Douwen zouden mogelijk op de oeverwallen van de Swalve zijn ontstaan. In de middeleeuwen komt de naam van de rivier regelmatig voor in geschriften over de Marne.
In de loop der eeuwen verdween de Swalve. In 1623 werd de Swalvebocht door een rak afgesneden van de Zuurdijkster uiterlanden en kwamen de boerderijen van De Kampen aan het kerspel Oldehove. Dit werd gedaan omdat de Swalvebocht steeds verder uitschuurde en daarmee de dijk van Oldehove bedreigde. In de 19e eeuw werd een groot deel van de Swalve gekanaliseerd tot de Hoornse Vaart. Het zuidelijke deel dat langs het oosten van Zuurdijk stroomt heet de Zwaluwetocht. Mogelijk verwijst het woord 'swalve' naar de Groningse benaming voor de zwaluw.
De molen De Zwaluw in Zuurdijk is naar het riviertje genoemd.